# Malnate

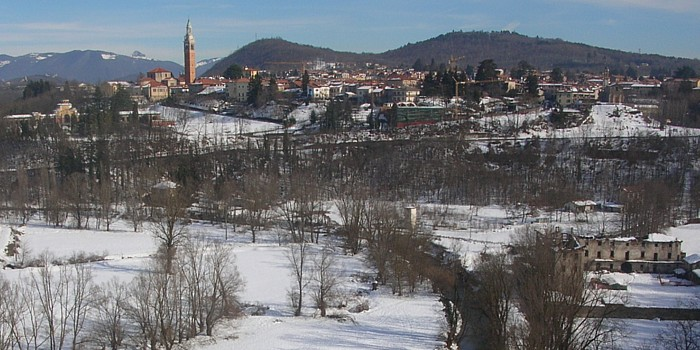
Malnate

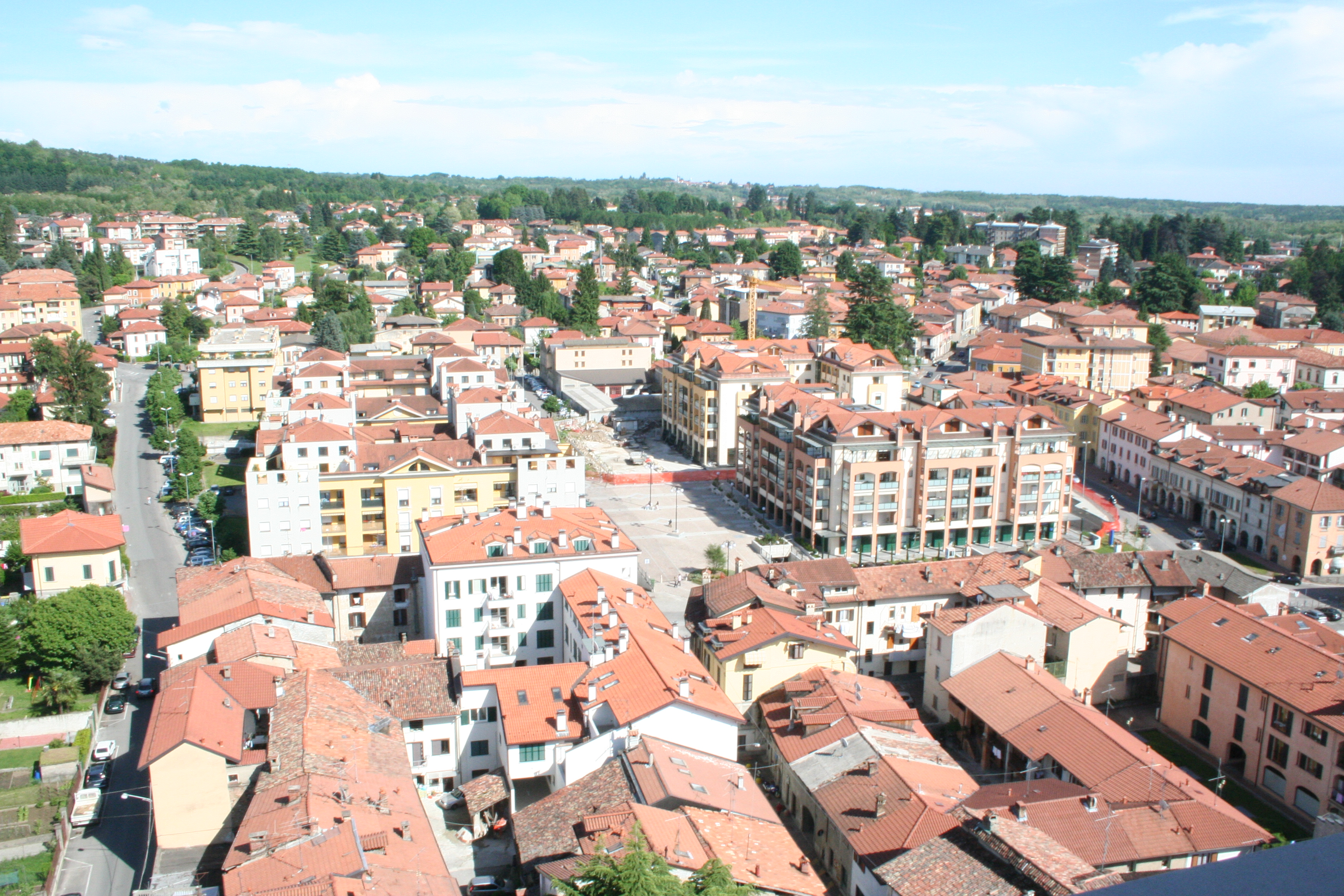
Malnate vom Campanile der Martinskirche aus betrachtet

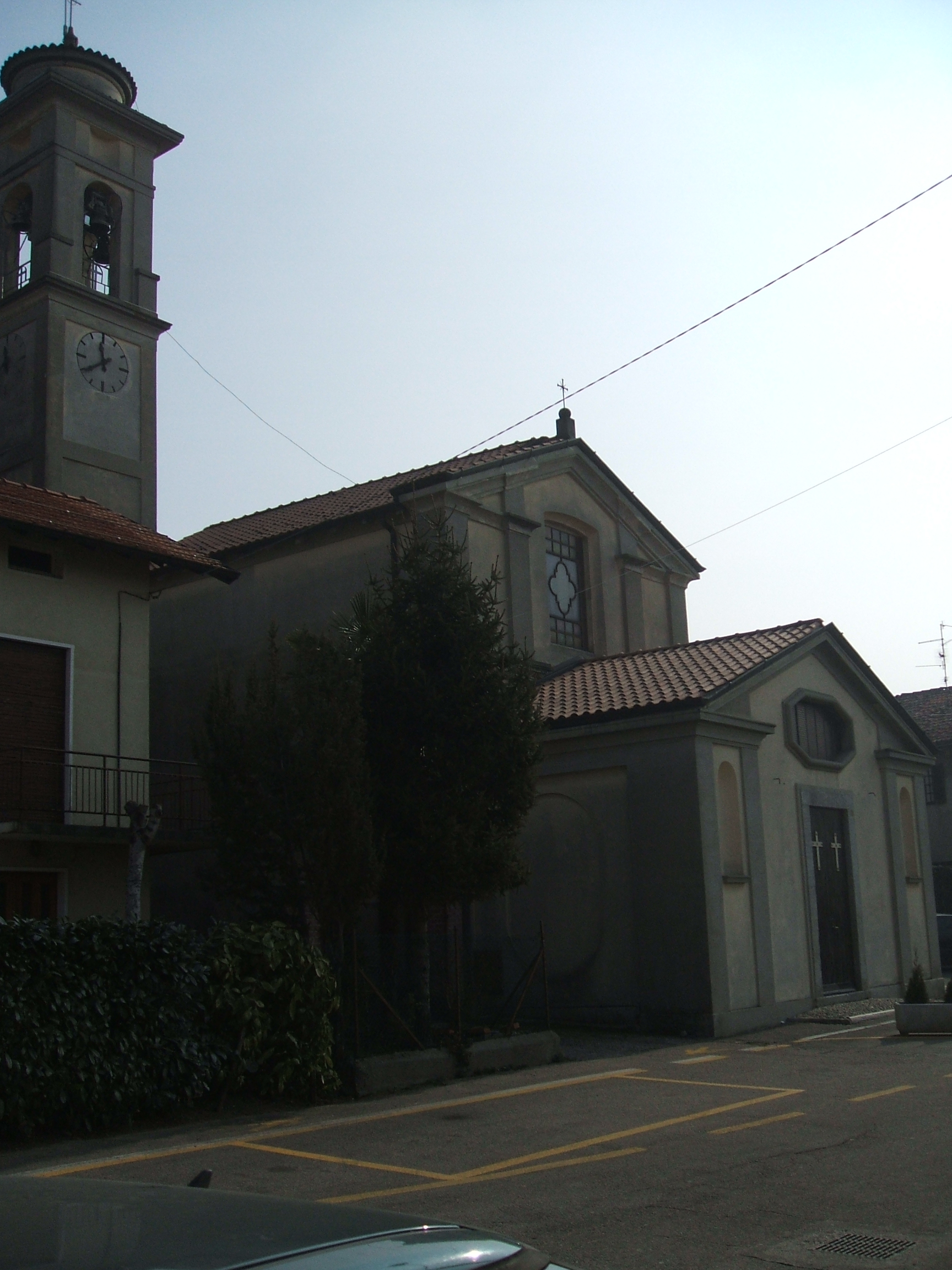
Kirche San Carlo im Ortsteil Rovera

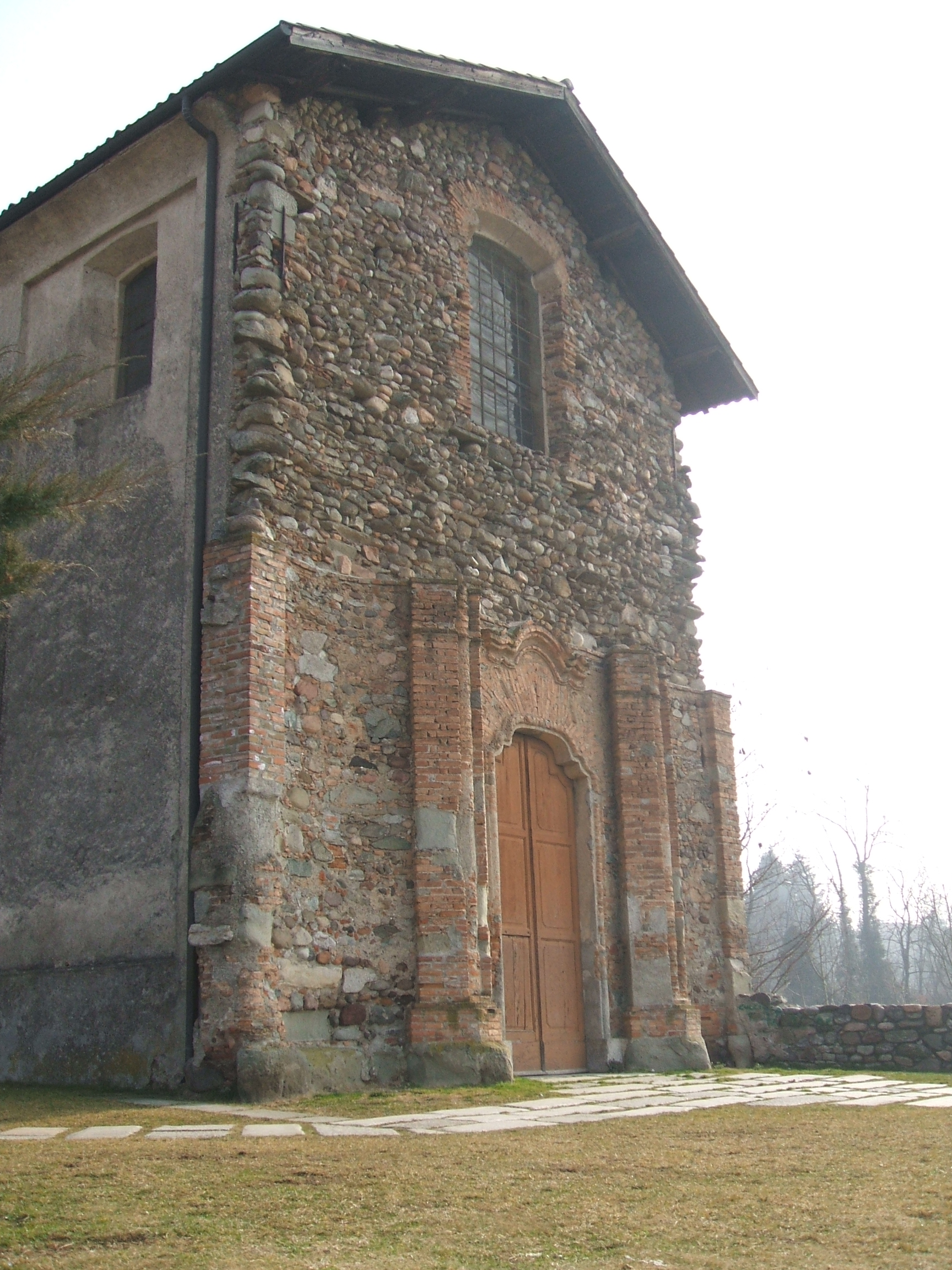
Kirche San Matteo

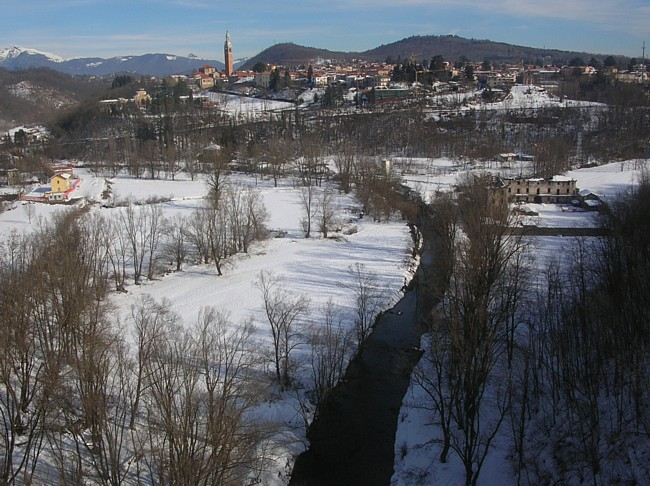
Fluss Olona bei Malnate

Malnate ist eine italienische Gemeinde (comune) in der Provinz Varese in der Region Lombardei.

## Geographie
Die Gemeinde grenzt an die Provinz Como und liegt etwa 3 Kilometer südöstlich von Varese zwischen dem Monte Morone (494 m ü. M.) und dem Monte Casione (452 m ü. M.) im Tal des Rio Lanza bzw. Gaggiolo; hier mündet er im Fluss Olona. Zahlreiche Höhlen gibt es im nahegelegenen Parco Valle del Lanza. Die Gemeinde bedeckt eine Fläche von 8 km². Zu Malnate gehören die Fraktionen Baraggia, Folla, Gurone, Rogoredo, Rovera, San Salvatore und Valle.
Die Nachbargemeinden sind im Norden Cantello, im Osten Lozza, Binago, im Süden Cagno und Solbiate, und im Westen Varese und Vedano Olona.

## Geschichte
Mit dem Fall des Weströmischen Reiches erlitt das Gebiet mehrere Invasionen durch Ostgoten und Langobarden. Zwischen 1160 und 1183 erlitt es Plünderungen und Zerstörungen beim Durchzug der Truppen von Friedrich Barbarossa, der von Como zum Kampf gegen Varese zog. Malnate erscheint erstmals im Jahr 1132 in einer Kaufurkunde zwischen Landolfo und Guglielmo, Onkel und Neffe, zugunsten von Pietro Gualapo.
Der Ortsname Malnate erscheint in verschiedenen Dokumenten aus dem 12. Jahrhundert. Der Ort, der in den Statuten der Straßen und Gewässer der Grafschaft Mailand in der Form Malnà erwähnt wird und Teil der Pieve von Castelseprio ist, gehörte zu den Gemeinden, die zum Unterhalt der Bollate-Straße beitrugen (1346). In den Registern des Estimo (Grundbuch) des Herzogtums Mailand von 1558 und den nachfolgenden Aktualisierungen im 17. Jahrhundert wird die Gemeinde Malnate erwähnt, die von den Gemeinden San Salvatore und Monte Morone getrennt ist. Die Gemeinde scheint auch von den Ländereien der Pieve von Varese getrennt zu sein, die in der ersten Hälfte des 17. Jahrhunderts die Salzzählung durchführte (1634).
Im Fundus Mailänder Kataster, der im Staatsarchiv von Varese aufbewahrt wird, umfasst die Karte der ersten Station des Gebiets, die 1722 vermessen wurde, sowohl Malnate als auch San Salvatore; der Konsul der Gemeinde, Angelo Marone, half bei den Arbeiten. Nach den Antworten auf 45 Fragen des zweiten Volkszählungsrates von 1751 wurde das Gebiet mit etwa 1089 Einwohnern, die sowohl eintreibbar als auch nicht eintreibbar waren, an den Grafen Giulio Visconti Borromeo Arese belehnt, ohne dass dieser verpflichtet war, ihm irgendeine Entschädigung zu zahlen. Die Zuständigkeit lag beim Feudalrichter, der in Gavirate residierte und jährlich 11 Lire als Gebühr von der Gemeinde erhielt; der Konsul leistete jedoch keinen Eid auf eine Strafbank.
Malnate hatte auch die kleine Gemeinde San Salvatore annektiert, aber nur dem Namen nach, die ihre eigenen realen und sozialen Lasten trug, außer in zufälligen Kriegs- oder Seuchenfällen, in denen übergeordnete Anordnungen erlassen wurden, die sowohl Malnate als auch San Salvatore betrafen. In diesen Fällen wurden die Kosten von Malnate getragen, das dann von der Gemeinde San Salvatore eine Erstattung erhielt. Die Gemeinde bestand aus zwei Bürgermeistern, zwei Abgeordneten und einem Konsul, die von den Hausherren gewählt wurden, die sich beim Ertönen der Glocke versammelten. Alle zwei Jahre wurden Wahlen abgehalten, und manchmal wurden einige Amtsträger bestätigt.
Nach dem vorübergehenden Anschluss der Provinzen an das Königreich Sardinien wurde die Gemeinde Malnate mit 2345 Einwohnern, die von einem fünfzehnköpfigen Gemeinderat und einem zweiköpfigen Stadtrat verwaltet wurde, auf der Grundlage der durch das Gesetz vom 23. Oktober 1859 festgelegten Gebietsaufteilung in das Mandamento I di Varese, circondario II di Varese, Provinz Como eingegliedert. Bei der Gründung des Königreichs Italien im Jahr 1861 hatte die Gemeinde 2495 Einwohner (Volkszählung 1861). Nach dem Gemeindegesetz von 1865 wurde die Gemeinde von einem Bürgermeister, einer Junta und einem Rat verwaltet. Im Jahr 1867 wurde die Gemeinde in denselben Bezirk, Kreis und dieselbe Provinz eingegliedert (Verwaltungsbezirk 1867).
Im Jahr 1924 wurde die Gemeinde in den Bezirk Varese der Provinz Como eingegliedert. Nach der Gemeindereform von 1926 wurde die Gemeinde von einem Podestà verwaltet. Im Jahr 1927 wurde die aufgelöste Gemeinde Gurone der Gemeinde Malnate zugeschlagen. Im Jahr 1927 wurde die Gemeinde der Provinz Varese zugeschlagen. Nach der Gemeindereform von 1946 wurde die Gemeinde Malnate von einem Bürgermeister, einer Junta und einem Gemeinderat verwaltet. Im Jahr 1971 hatte die Gemeinde Malnate eine Fläche von 879 Hektar.

## Bevölkerung
| Bevölkerungsentwicklung | Bevölkerungsentwicklung | Bevölkerungsentwicklung | Bevölkerungsentwicklung | Bevölkerungsentwicklung | Bevölkerungsentwicklung | Bevölkerungsentwicklung | Bevölkerungsentwicklung | Bevölkerungsentwicklung | Bevölkerungsentwicklung | Bevölkerungsentwicklung | Bevölkerungsentwicklung | Bevölkerungsentwicklung | Bevölkerungsentwicklung | Bevölkerungsentwicklung |
| ----------------------- | ----------------------- | ----------------------- | ----------------------- | ----------------------- | ----------------------- | ----------------------- | ----------------------- | ----------------------- | ----------------------- | ----------------------- | ----------------------- | ----------------------- | ----------------------- | ----------------------- |
| Jahr                    | 1751                    | 1784                    | 1805                    | 1812                    | 1853                    | 1881                    | 1901                    | 1921                    | 1951                    | 1971                    | 1991                    | 2001                    | 2011                    | 2021                    |
| Einwohner               | 1.086                   | 1.184                   | 1.200                   | 1.257                   | 2.281                   | 3.727                   | 4.944                   | 5.870                   | 7.506                   | 12.169                  | 14.394                  | 15.192                  | 16.604                  | 16.375                  |

## Verkehr
Malnate liegt an der Staatsstraße 342. Westlich der Gemeinde verläuft die ehemalige Staatsstraße 233 Richtung Mailand. An das Schienennetz ist Malnate mit einem Bahnhof an der Bahnstrecke Saronno–Laveno angebunden.

## Sehenswürdigkeiten
- Pfarrkirche San Martino di Tours
- Kirche San Matteo bewahrt das Fresko Madonna del Latte con sant’Antonio abate, santa Liberata e Santa Marta (16. Jahrhundert)
- Oratorium San Rocco, erbaut 1513–1530, bewahrt das Fresko Sposalizio mistico di santa Caterina da Siena e Santi (16. Jahrhundert)
- Kirche San Carlo Borromeo im Ortsteil Rovera
- Kirche San Lorenzo im Ortsteil Gurone

## Persönlichkeiten
- Brüder Antonio Maria und Pietro Comerio (* um 1710 In Malnate; † nach 1776 ebenda), Glockengießer tätig im Kanton Tessin[2]
- Ferruccio Francesco Frisone (* 1909 in Malnate; † 1973 in Mailand), Maler, Graphiker[3]